# 拉希德街

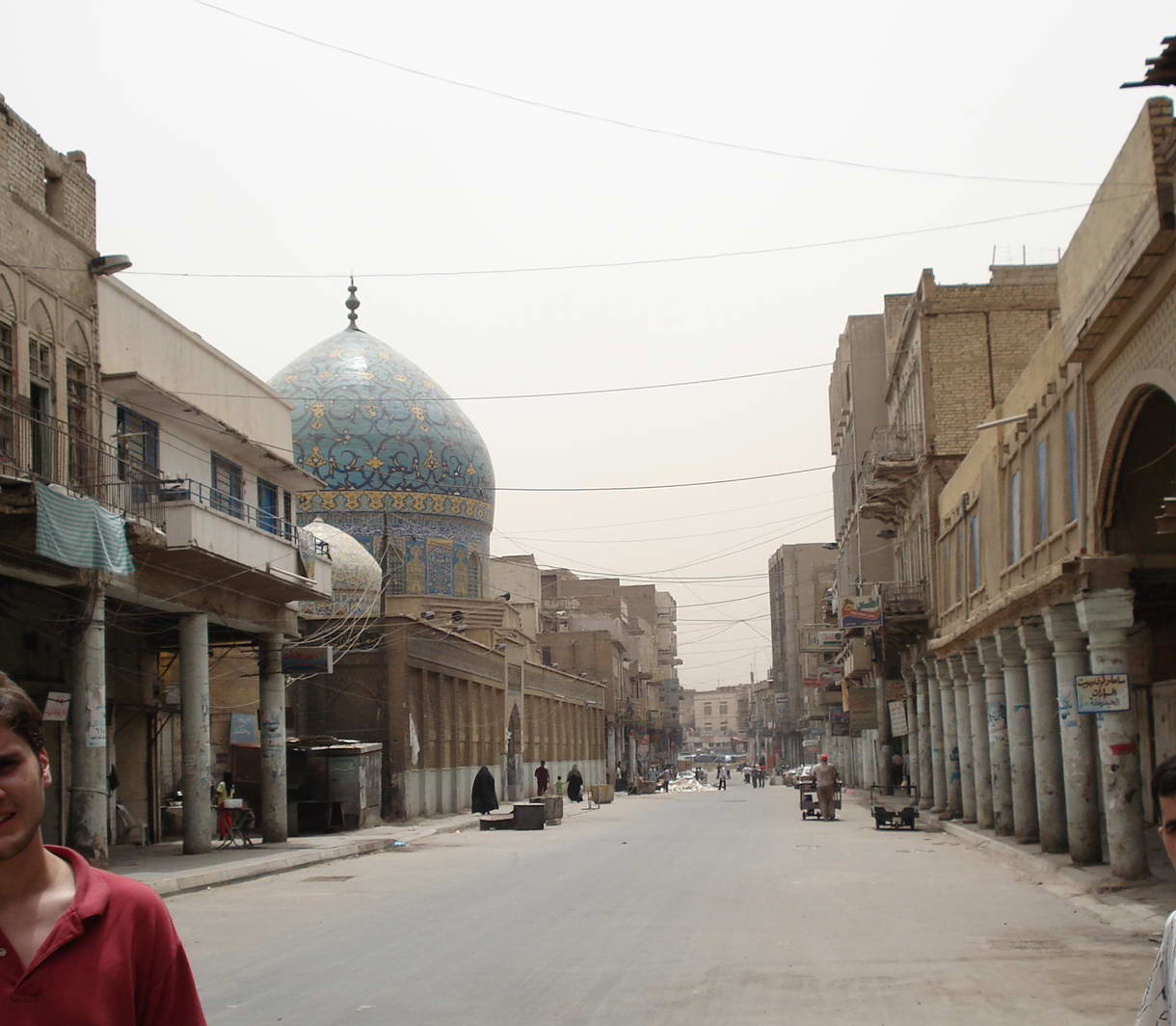
拉希德街

拉希德街（阿拉伯语:  شارع الرشيد）是伊拉克巴格达市中心的重要街道之一。
这条街起源于奥斯曼帝国时期。当时，全城唯一知名公共街道是河街（Naher），沿底格里斯河东岸绵延数里。
1916年4月29日，英国人在巴格达以南被奥斯曼军队击败，数万英印士兵死伤，数千人当了俘虏，其中包括他们的指挥官查尔斯·汤森爵士。总督哈利勒帕夏下令修筑巴格达第一条“真正的”街道，以纪念这次胜利。工程开始于1916年5月。1916年7月23日，这条街向市民开放。哈利勒帕夏将其命名为“Jadde Si”，陶瓷路牌安放在苏丹阿里清真寺的墙上，一直保留到1950年代中期。
1917年，拉希德街成为巴格达城第一条使用电气照明的街道。